# Gripopteryx liana
Gripopteryx liana är en bäcksländeart som beskrevs av Froehlich 1993. Gripopteryx liana ingår i släktet Gripopteryx och familjen Gripopterygidae. Inga underarter finns listade i Catalogue of Life.